# Raymond Duchamp-Villon
Pour les articles homonymes, voir Duchamp et Villon.
Raymond Duchamp-Villon, né Pierre-Maurice-Raymond Duchamp à Damville, le 5 novembre 1876 et mort à Cannes, le 9 octobre 1918 , est un sculpteur français.

## Biographie

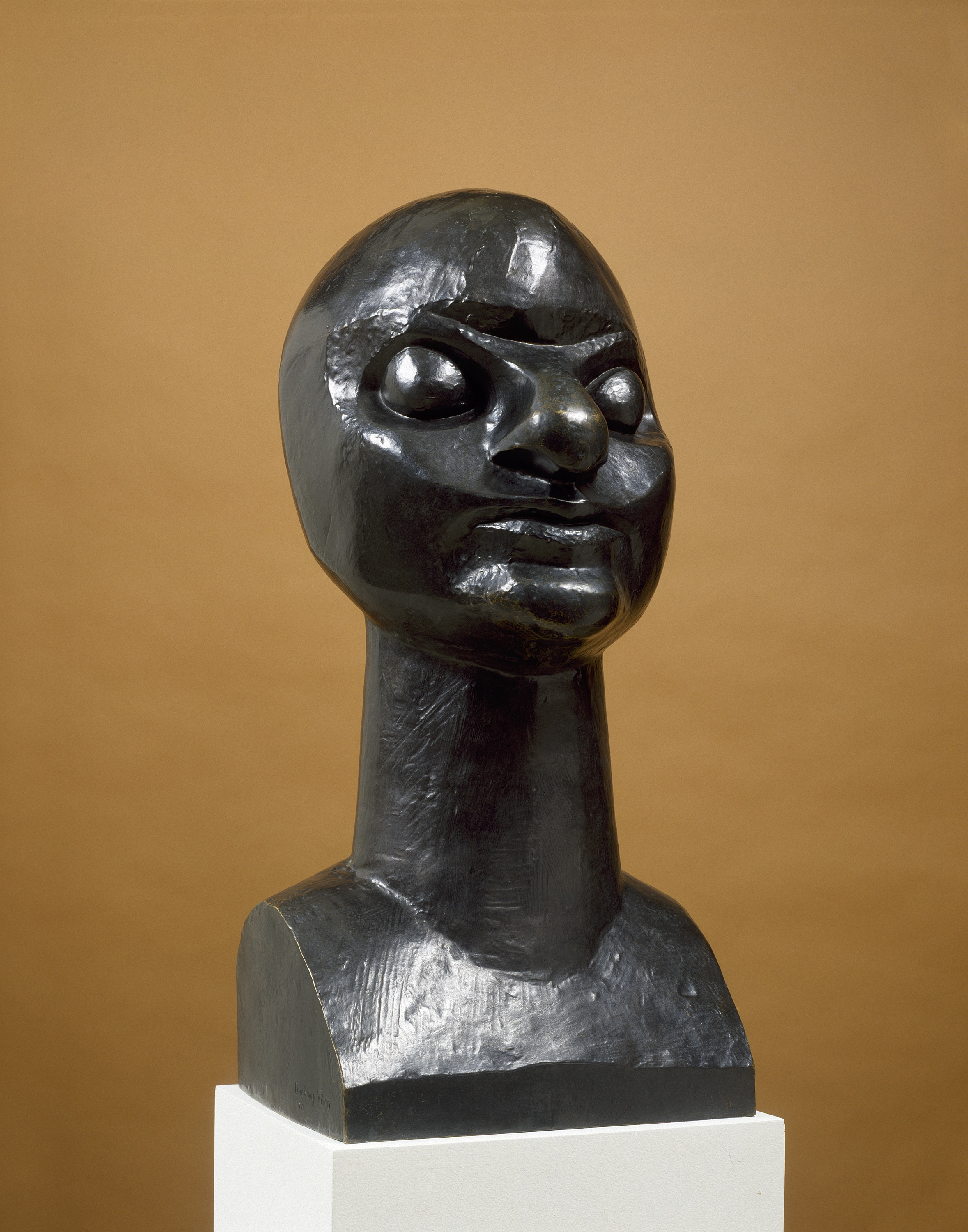
Maggy (1912), musée Solomon R. Guggenheim (New York).

Raymond Duchamp-Villon est le deuxième fils des six enfants d’Eugène et de Lucie Duchamp, dont quatre allaient devenir des artistes accomplis :
- Jacques Villon (1875-1963),
- Marcel Duchamp (1887-1968),
- Suzanne Duchamp (1889-1963).

Alors qu’il est encore jeune, son grand-père maternel Émile Frédéric Nicolle, homme d’affaires arrivé et artiste, enseigne l’art à ses petits-enfants. De 1894 à 1898, Raymond Duchamp-Villon a habité avec son frère Jacques dans le quartier Montmartre pendant ses études de médecine à la Sorbonne. En 1898, une fièvre rhumatismale qui le laisse partiellement handicapé l’oblige à abandonner quelque temps ses études. Cet événement imprévu, qui change le cours de sa vie, l’incite à développer l’intérêt qu’il porte à la sculpture. Il commence par produire de petites statuettes.
Essentiellement autodidacte, il atteint néanmoins rapidement un haut niveau d’habileté et de finesse. En 1902 et 1903, il expose au Salon de la Société nationale des beaux-arts. Pour se différencier de son frère Marcel Duchamp, et en référence à son frère Jacques Villon, il commence à signer toutes ses œuvres « Duchamp-Villon ».
Sa première exposition a lieu en 1905 au Salon d'Automne et une exposition à la galerie Legrip, à Rouen, avec son frère Jacques. Deux ans plus tard, ils déménagent pour Puteaux en banlieue parisienne où les trois frères Duchamp font partie des réunions régulières du groupe d’artistes et de critiques connu depuis sous le nom de groupe de Puteaux. La réputation de Raymond est telle qu’il est nommé membre du jury de la section sculpture du Salon d'Automne de 1907. Il jouera un rôle majeur dans l’avènement du cubisme.
En 1911, il expose à la galerie d’art contemporain[Laquelle ?] à Paris et, l'année suivante, son œuvre est incluse dans une exposition organisée par les frères Duchamp au Salon de la Section d'Or à la galerie La Boétie. Au Salon d'Automne de 1912, il présente La Maison cubiste, un projet d'hôtel d'architecture cubiste, auquel il associe André Mare et d'autres membres de la Section d'Or.
Chacun des trois frères Duchamp a ensuite l’occasion en 1913 de présenter son œuvre à l’Armory Show, à Manhattan, qui contribue à populariser l’art moderne aux États-Unis. La même année, il participe aux expositions de la galerie André Groult, à Paris, puis à la galerie du cercle artistique Mánes, à Prague, et, en 1914, à la galerie de la revue Der Sturm, à Berlin.
Affecté aux services médicaux de l’armée française pendant la Première Guerre mondiale, il parvient à continuer de travailler à sa sculpture principale, Le Cheval majeur, dont un original est aujourd’hui exposé à l'Art Institute of Chicago. Fin 1916, il contracte la fièvre typhoïde alors qu’il est cantonné en Champagne. Il est évacué à l’hôpital militaire de Cannes où s’achève sa carrière prometteuse.
Sa mort prématurée à l’âge de 41 ans explique que Raymond Duchamp-Villon, considéré comme l’un des pionniers de la sculpture moderne, reste peu connu.
En 1967, son frère Marcel a contribué à monter à Rouen une exposition intitulée « Les Duchamp. Jacques Villon, Raymond Duchamp-Villon, Marcel Duchamp, Suzanne Duchamp ». Une partie de cette exposition familiale a ensuite été montrée au musée national d'art moderne du Centre Georges-Pompidou de Paris.
En 1976, une salle de théâtre est nommée "Espace Duchamp-Villon" dans le quartier Saint-Sever à Rouen. Devenu propriété de la Ville en 1979, le Théâtre Duchamp-Villon sera fermé au public en 2001 et vendu en 2021 à une enseigne de vente de vêtements à bas prix.

## Œuvre

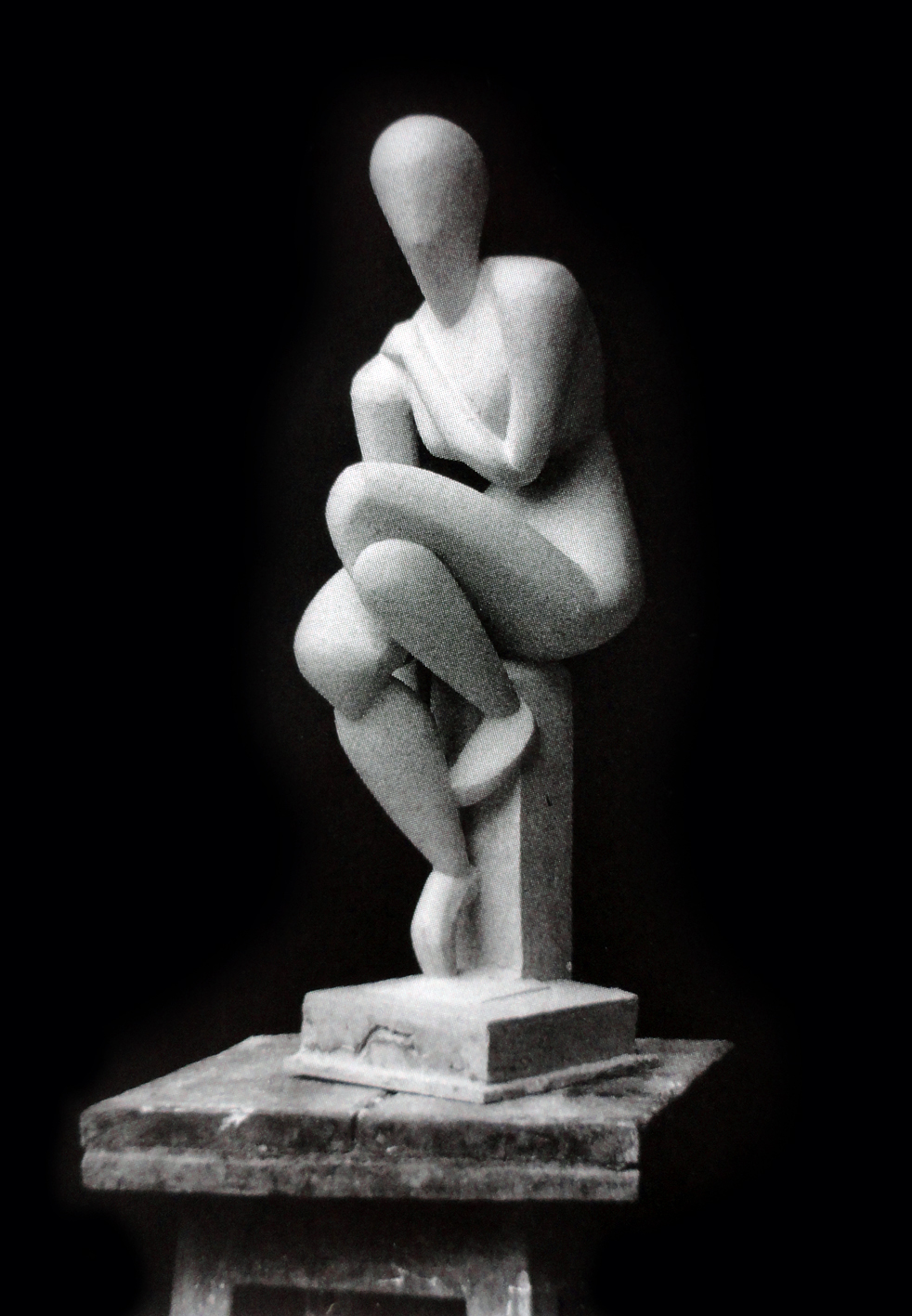
Femme assise, plâtre, 1912
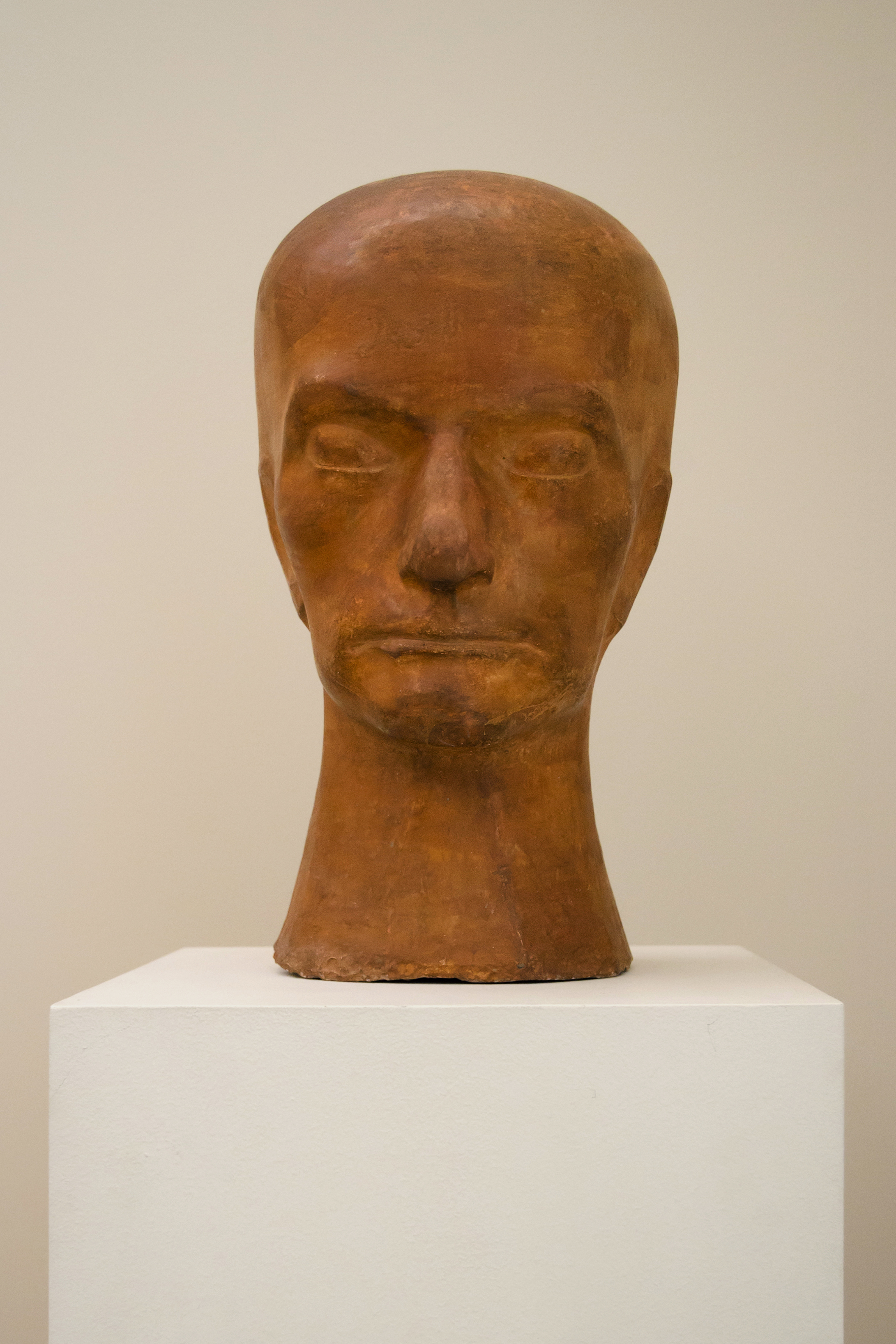
Baudelaire, plâtre, 1912
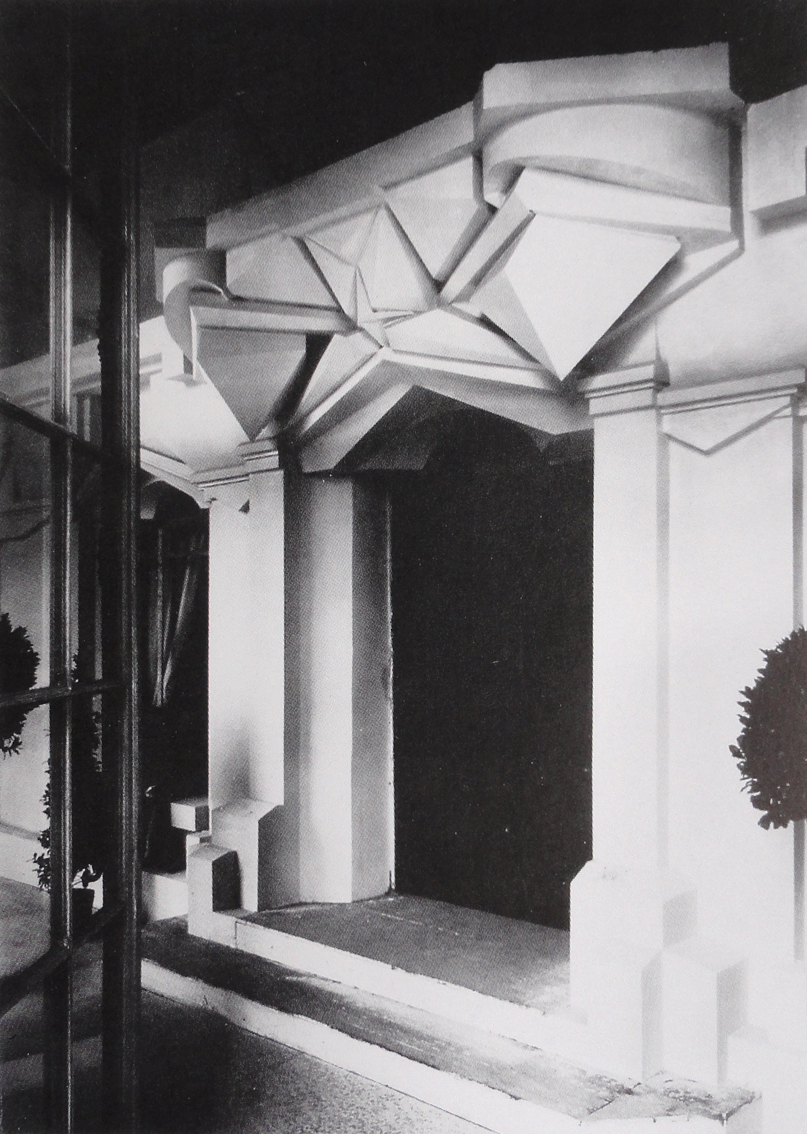
Détail de la façade de La Maison cubiste (détruite), Salon d'Automne de 1912.
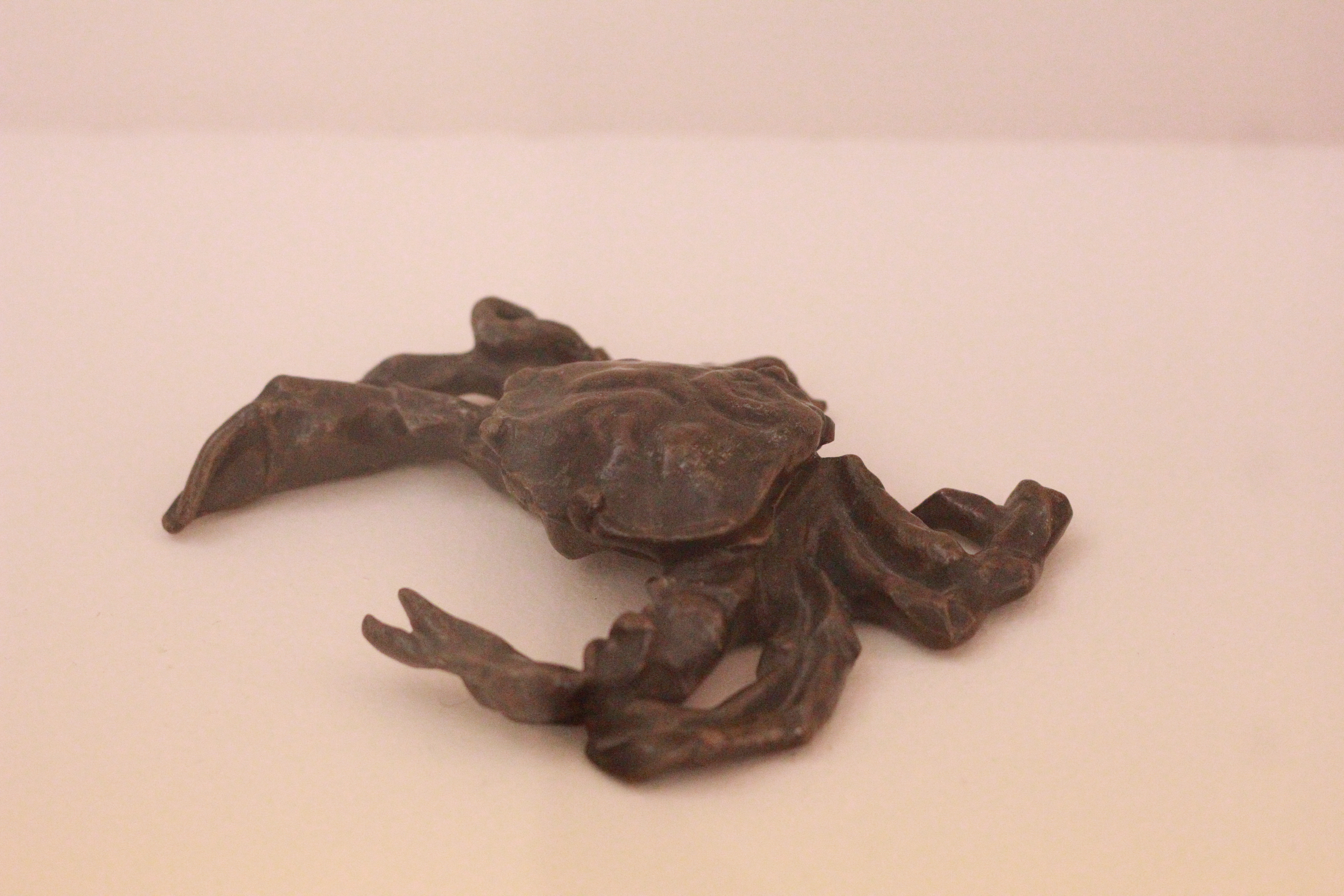
Encrier représentant un crabe, musée des beaux-arts de Rouen
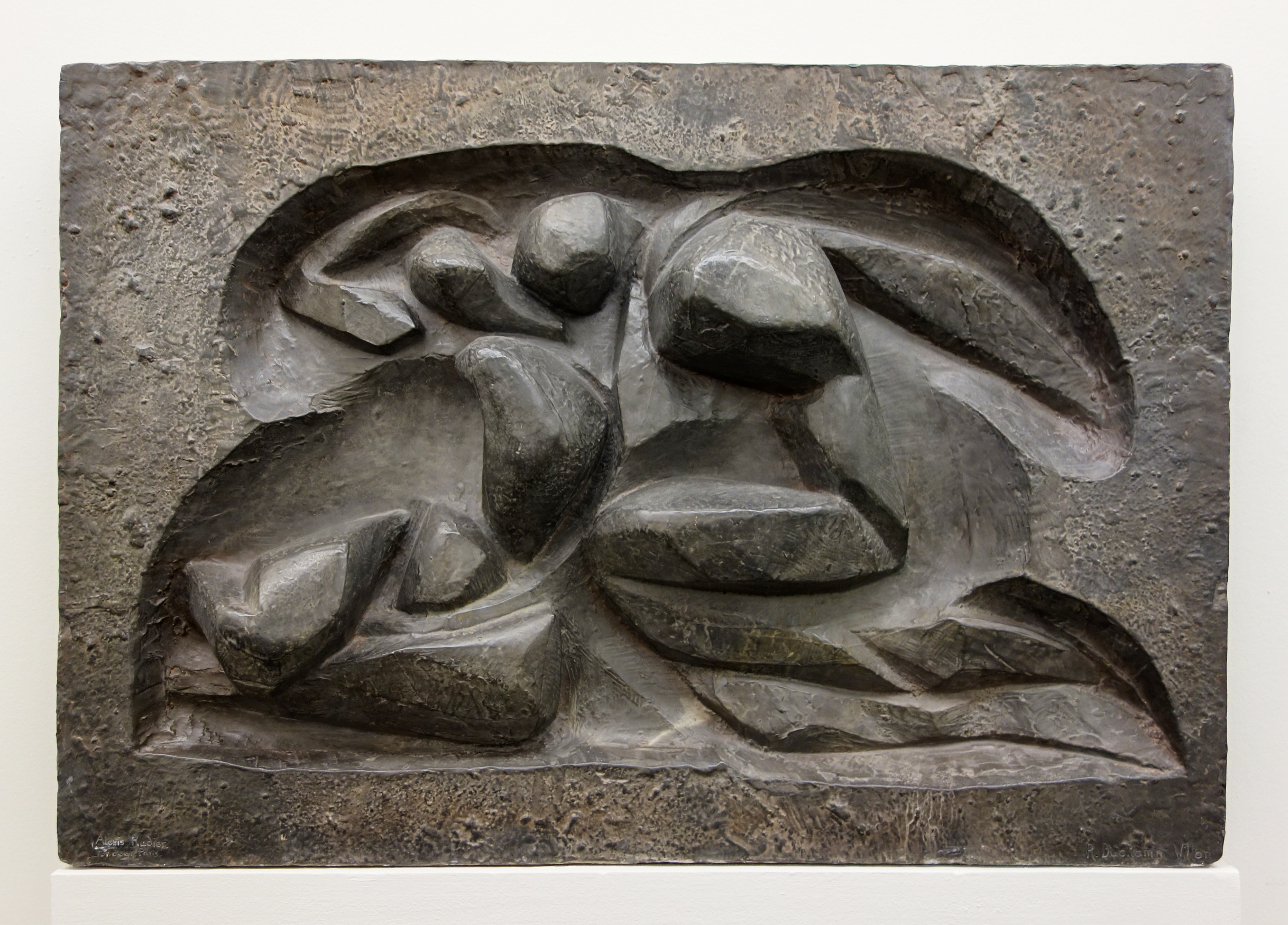
Les amants, 1913
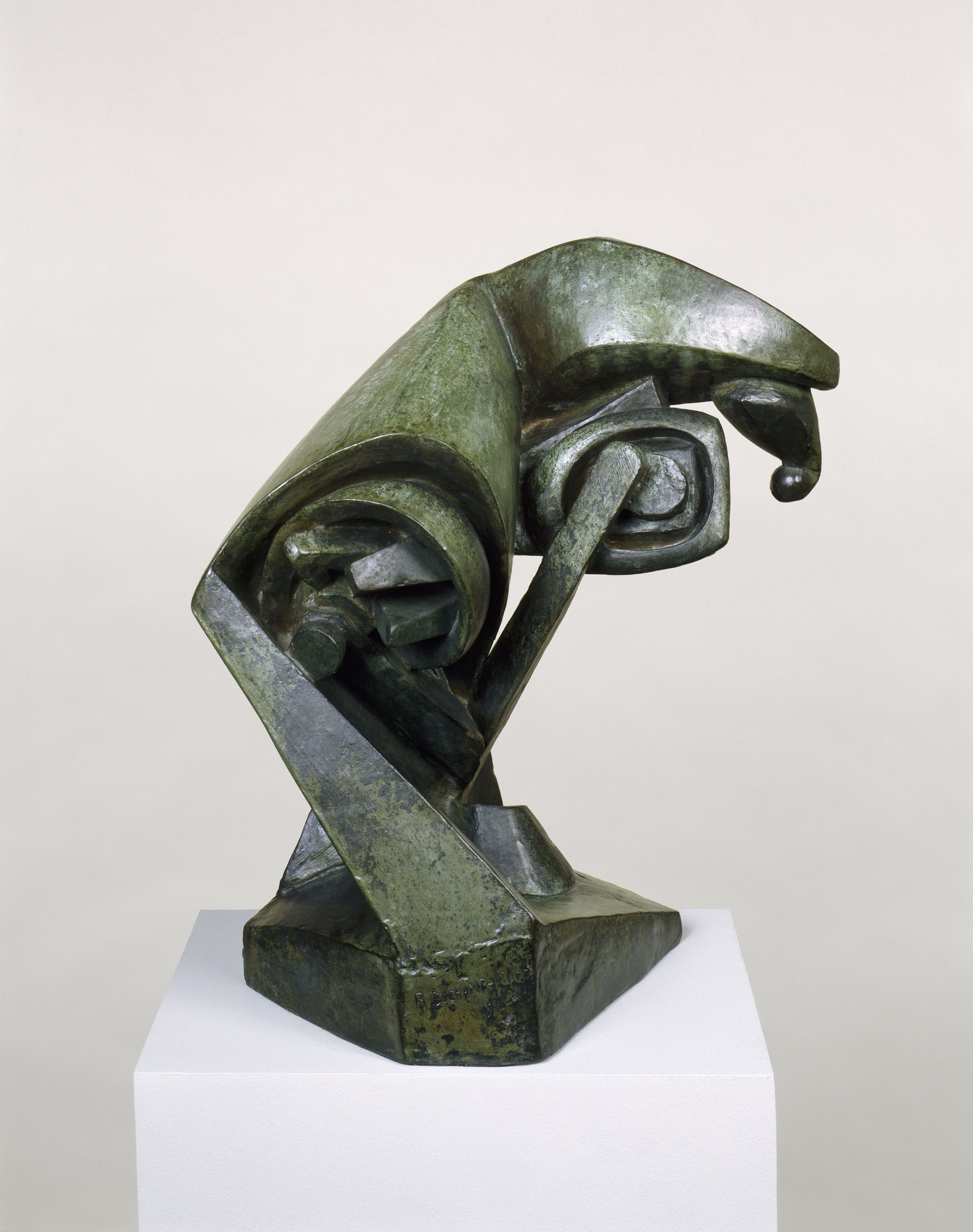
Le Cheval, 1914

### Articles connexes

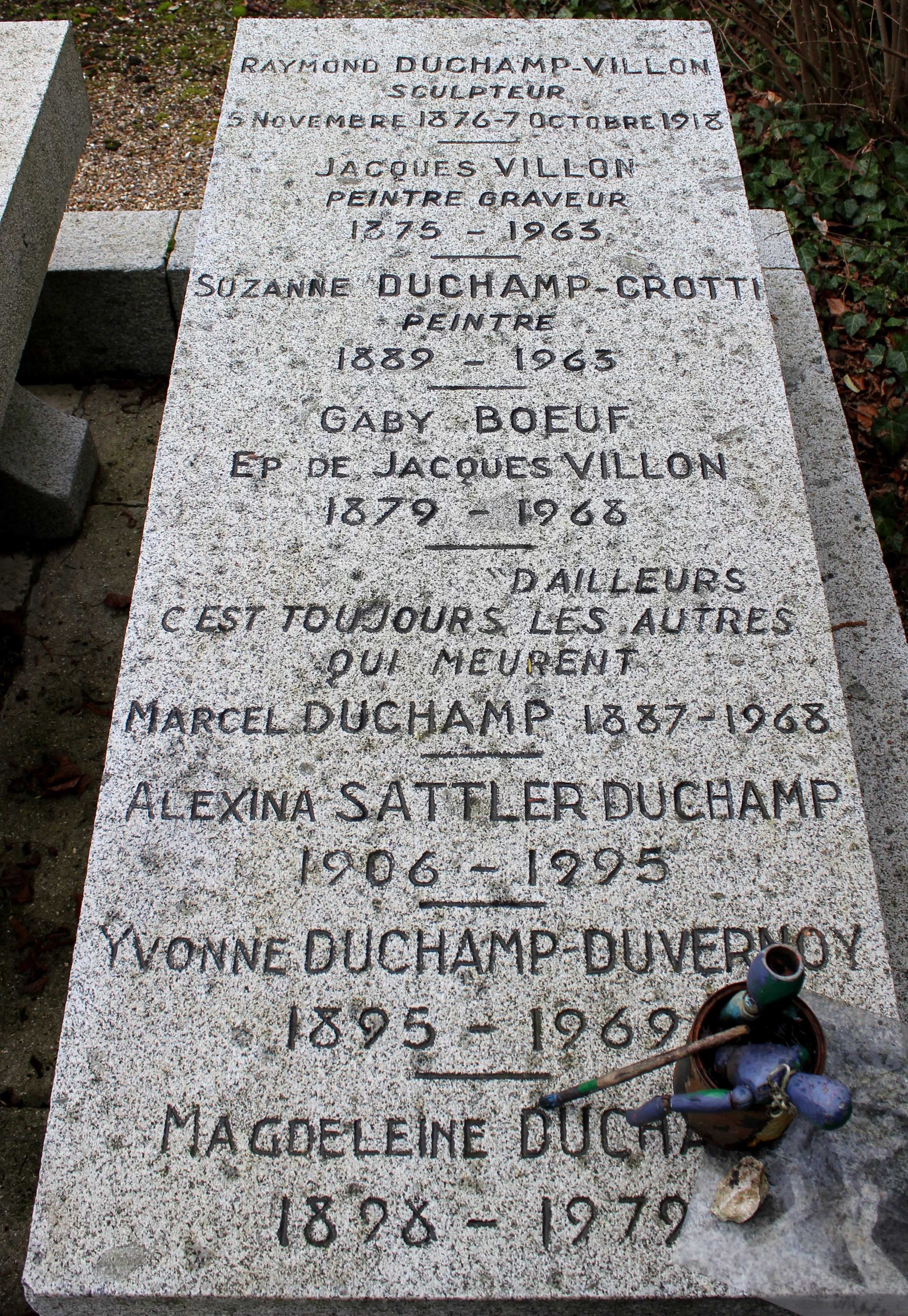
Sépulture de la famille Duchamp au Cimetière monumental de Rouen.

### Archives
- Fonds Famille Duchamp / Sous-fonds Raymond Duchamp-Villon (1893-1967) [archives écrites et photographiques ; 8 boites, dont deux de plaques de verre.].  Cote : DUCHV. Paris : Bibliothèque Kandinsky, Centre Pompidou (présentation en ligne).